# Звезда «Операция Виджай»
Звезда «Операция Виджай» (англ. Operation Vijay Star, хинди ऑपरेशन विजय स्टार) — военная государственная награда Индии, учреждённая в 1999 году для награждения военнослужащих, участвовавших в операции «Виджай» — успешной военной кампании Индии по отражению пакистанского вторжения в Каргильский сектор (Каргильская война, операция «Виджай»). Звезда «Операция Виджай» вручалась как признание мужества и боевых заслуг военных, проявивших себя в ходе конфликта.

## История учреждения
Каргильская война проходила с 3 мая по 26 июля 1999 года. Острая форма конфликта шла с 8 мая 1999 года, когда пакистанские войска и кашмирские боевики были обнаружены на вершинах Каргильских хребтов индийскими военными, и до 14 июля, когда боестолкновения практически прекратились. Боевые действия велись на высотах от 3000 до 5500 метров в крайне сложных горных условиях.
Длительность Каргильской войны относится к операциям с коротким сроком проведения и в рамках наградной системы Индии её участники должны были награждаться медалью «За особые заслуги» (англ. India Special Service medal) с соответствующей планкой за операцию. Однако, учитывая интенсивность боевых действий и сложность природных условий, правительство Индии приняло решение учредить отдельные награды для поощрения участников войны. 26 июля 2001 года указом президента Индии № 116/Pres/01 была учреждена Звезда «Операция Виджай». Вместе с медалью «Операция Виджай» она составила комплекс наград за этот конфликт.

## Описание награды

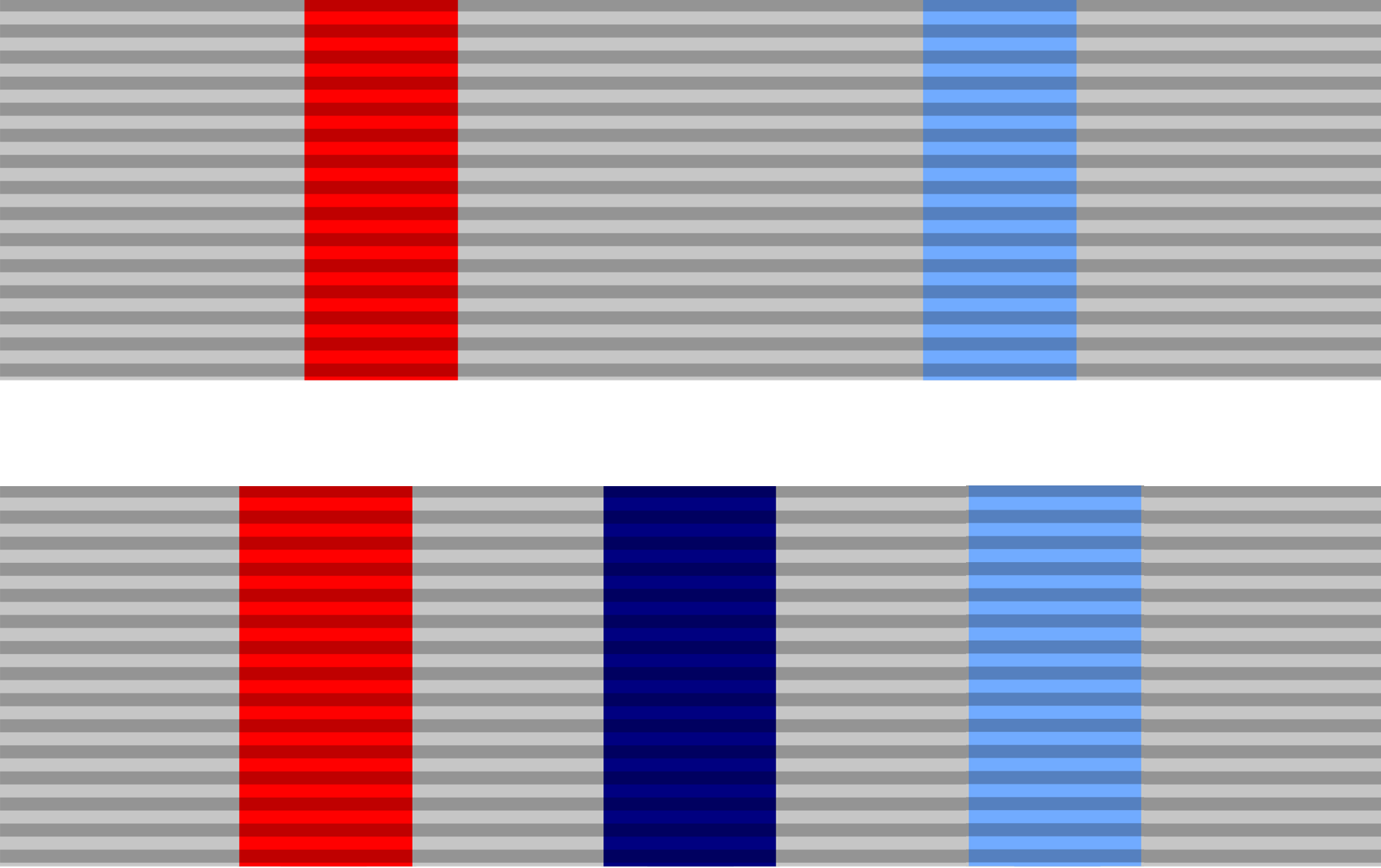
Старый и новый вариант ленты

Звезда «Операция Виджай» представляет собой шестилучевую звезду диаметром 40 мм. В центральном медальоне изображена львина капитель Ашоки с девизом «Сатьямева Джаяте» («Лишь истина побеждает»). По окружности расположена надпись англ. «OP VIJAY STAR».
Лента награды, учреждённой 26 июля 2001 года указом президента Индии № 116/Pres/01, была серого цвета шириной 32 мм с двумя полосами шириной 4 мм, символизировавшими виды вооружённых сил: красная (символизировала армию Индии) и голубая (символизировала военно-воздушные силы Индии). Но после протестов со стороны Военно-морских сил Индии указом Президента Индии №98/Pres/03 от 18 июня 2003 года на ленту была добавлена четырёхмиллиметровая полоса тёмно-синего цвета.
Звезда «Операция Виджай» стала первой шестилучевой боевой звездой в индийской наградной системе, отличаясь от пятилучевых звёзд за предыдущие войны.

## Критерии награждения

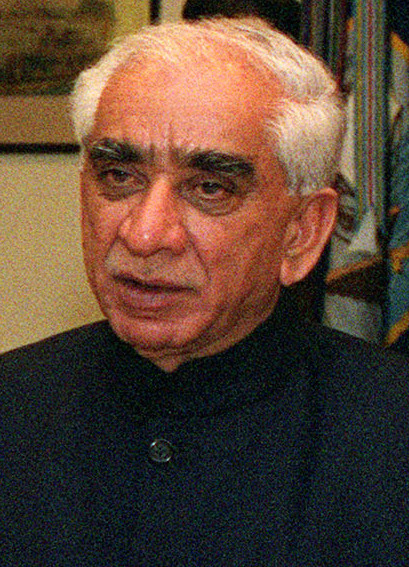
Джасвант Сингх

Ключевым критерием награждения звездой «Операция Виджай» было непосредственное участие в боевых действиях.
К награждению представлялись все военнослужащие Армии, Военно-морского флота, Военно-воздушных сил, резервных формирований, Территориальной армии и других силовых ведомств Индии.
Для военно-морских сил критерием награждения было присутствие не менее одного дня в морской боевой зоне, один боевой вылет или не менее трех часов налета в составе экипажа морского или береговой охраны самолёта в морской зоне. Парамилитарные формирования, участвовавшие в операции под командованием ВМФ или в его поддержку в операции «Виджай», также имеют право на награждение. Морская боевая зона была определена, как акватория к западу от побережья Саураштры и севернее 20°41′ с. ш., включая прибрежную полосу шириной в одну морскую милю от Диу до залива Джахан.
Для военно-воздушных сил к зоне участия относились полёты с аэродромов Сринагар, Авантипур, Лех, Тойзе и Каргил или военнослужащие находившиеся в боевой зоне не менее 10 дней. Кроме того, все члены экипажей, выполнившие хотя бы один боевой вылет или налетевшие не менее 3 часов в составе экипажа в боевой зоне, независимо от места базирования.
Боевая зона для сухопутных операций обозначалась на карте «Индия и сопредельные страны», 1-е издание, масштаб 40 миль:
- На западе: линия, соединяющая перевал Каробал-Гали (MU 0773, включительно) — высоту 3685 (MU 0307) вдоль реки Наруаб — Наруаб (MU 0062) вдоль ущелья Раман (MU 0154) — Балб (MU 0546) — Сонамарг (MU 1537).
- На востоке: вдоль реки Шайок до Чалунки — вдоль Тобе-Лунгпа до ущелья Джуне (NQ 5788) — высота 5673 (NQ 5874) вдоль Дамкхар-Лунгпа (5667) — Дамкхар (NQ 4858, включительно, до Халси, исключая сам Халси).

Период участия определялся с 1 мая по 31 октября 1999 года.
Звезда «Операция Виджай» вручалась лицам, удостоенным наград за храбрость, упомянутым в депешах, погибшим, получившим ранения или иные увечья при исполнении служебных обязанностей в указанных зоне боевых действий вне зависимости от срока пребывания. Время пребывания в плену засчитывалось в срок, дающий право на награждение.
Президент Индии имеет право отменить награждение медалью любого лица, а также восстановить его впоследствии.
Единственным гражданским лицом, награждённым звездой «Операция Виджай», стал Джасвант Сингх. Во время Каргильской войны он был министром иностранных дел Индии. В результате усилий, предпринятых Джасвантом Сингхом, президент США Билл Клинтон встретился с премьер-министром Пакистана Навазом Шарифом в Вашингтоне и попросил его в одностороннем порядке вывести войска с гор Каргила.

## Производство и вручение
Из-за нехватки медно-никелевого сплава многие награды изготавливались частными производителями («tailors copy»).

## Статус и порядок ношения
Звезда «Операция Виджай» относится к категории наград за кампанию и носится на левой стороне груди. В соответствии с указом Президента Индии Кочерила Рамана Нараянана, утвердившего порядок очерёдности наград, носимых на форме или гражданской одежде, звезда «Операция Виджай» носится после Западной звезды и перед медалью «Ледник Сиачен».